# Hymne valaisan
"Hymne Valaisan"/ "Walliser Hymne" (o "Notre Valais" / "Wallis, unser Heimatland") ossia "Nostro Vallese" / "Vallese, nostra patria", è l'inno della Repubblica e Cantone Vallese, in Svizzera. Essendo un Cantone bilingue, l'inno viene intonato sia in francese, sia in tedesco. Il testo francese fu scritto da Louis Durand, quello tedesco da Leo Luzian von Roten, mentre la melodia fu composta da Ferdinand Othon Wolf e Georges Haenni.

## Testo
| Testo francese: Hymne Valaisan 1. Quel est ce pays merveilleux que je chéris, où je suis né? Où l'Alpe blanche jusqu'aux cieux elève son front couronné? C'est toi, c'est toi, mon beau Valais, Pays chéri à tout jamais. C'est toi, c'est toi, mon beau Valais, Pays chéri, Pays chéri à tout jamais. 2. Pays si souvent arrosé par le sang des preux, des héros, qui pour leurs neveux ont posé le fondement des jours nouveaux. C'est toi, c'est toi, mon beau Valais, Pays chéri à tout jamais. C'est toi, c'est toi, mon beau Valais, Pays chéri, Pays chéri à tout jamais. 3. Pays où sur les monts altiers le chamois librement bondit, quand aux coteaux ensoleillés mûrit le doux fruit de midi. C'est toi, c'est toi, mon beau Valais, Pays chéri à tout jamais. C'est toi, c'est toi, mon beau Valais, Pays chéri, Pays chéri à tout jamais. 4. Pays charmant et radieux, où la rose alpine fleurit, où le glacier, de nouveaux feux, le soir s'empourpre et resplendit. C'est toi, c'est toi, mon beau Valais, Pays chéri à tout jamais. C'est toi, c'est toi, mon beau Valais, Pays chéri, Pays chéri à tout jamais. 5. Pays qu'habite un peuple heureux, ami de la simplicité, intrépide et laborieux, gardant sa foi, sa liberté. C'est toi, c'est toi, mon beau Valais, Pays chéri à tout jamais. C'est toi, c'est toi, mon beau Valais, Pays chéri, Pays chéri à tout jamais. | Testo tedesco: Walliser Hymne 1. Nennt mir das Land, so wunderschön, das Land, wo ich geboren bin, wo himmelhoch die Berge stehn und Mannskraft wohnt bei schlichtem Sinn. Das ist das Land am Rhonestrand, ist Wallis, unser Heimatland. Das ist das Land am Rhonestrand, ist Wallis, ist Wallis, unser Heimatland. 2. Nennt mir das Land, das Heldenblut getränkt in mancher heissen Schlacht, wo freier Väter Asche ruht, von freien Söhnen treu bewacht. Das ist das Land am Rhonestrand, ist Wallis, unser Heimatland. Das ist das Land am Rhonestrand, ist Wallis, ist Wallis, unser Heimatland. 3. Nennt mir das Land, so heimisch traut, wo auf den Höhn die Gämse schweift und in dem Tal, vom Fleiss bebaut, die süsse Frucht des Südens reift. Das ist das Land am Rhonestrand, ist Wallis, unser Heimatland. Das ist das Land am Rhonestrand, ist Wallis, ist Wallis, unser Heimatland. 4. Nennt mir das Land, von Gott gemacht, wo frisch die Alpenrosen blühn und in der Abendsonne Pracht die Gletscherfirnen hoch erglühn. Das ist das Land am Rhonestrand, ist Wallis, unser Heimatland. Das ist das Land am Rhonestrand, ist Wallis, ist Wallis, unser Heimatland. 5. Nennt mir das Land, nach dem zurück es stets den Sohn der Berge zieht, wenn er mit tränumflortem Blick im Geist die ferne Heimat sieht. Das ist das Land am Rhonestrand, ist Wallis, unser Heimatland. Das ist das Land am Rhonestrand, ist Wallis, ist Wallis, unser Heimatland. |